# Ray Walston
Herman Raymond Walston (Laurel, Misisipi, 2 de noviembre de 1914-Beverly Hills, California, 1 de enero de 2001), más conocido como Ray Walston, fue un actor estadounidense que participó en películas como El golpe, El apartamento, La familia Addams 3 o Al sur del Pacífico, y fue coprotagonista de la serie Mi marciano favorito (1963-1966) junto con Bill Bixby.

## Biografía

### Primeros años
El tercer retoño del leñador Harry Norman Walston y su esposa Mittie Kimball, luego de Carrie y Earl, ocho y seis años mayores que él, nació realmente en Laurel, Misisipi. La familia se mudó hacia 1925 a Nueva Orleans, Luisiana, y luego, en 1938, a Houston (Texas).

### Trabajo en el escenario
Fue muy popular en el club de actores Margo Jones antes de trasladarse a Cleveland, Ohio, donde pasó tres años en Cleveland Playhouse. Luego, viajó a Nueva York, donde debutó en Broadway. En 1949 participó en Mrs. Gibbons' Boys, dirigido por George Abbott. Tras diez años en Nueva York, ganó un premio Tony.

### Cine y televisión
Walston empezó en el mundo del cine con Kiss Them For Me (1957) y siguió con South Pacific (1958); Say One For Me (1959); Tall Story, Portrait in Black y El apartamento (todas en 1960); Convicts 4 (1962); Wives and Lovers y Who's Minding the Store? (ambas en 1963); Kiss Me, Stupid (1964); Caprice (1967), y Paint Your Wagon (1969).
También fue invitado en muchos programas. 
Fue protagonista en la exitosa serie de televisión Mi marciano favorito (1963-1966) como el marciano, alias Tío Martin. Su personaje, central en la serie, le dio fama en todo el mundo.

### Después deMi marciano favorito
Después de su papel en Mi marciano favorito, le fue complicado encontrar papeles importantes, aunque apareció en varios papeles secundarios y en numerosos shows, como Wild Wild West, Love, American Style, The Rookies, Mission: Impossible, Ellery Queen, The Six Million Dollar Man, Little House on the Prairie, y The Incredible Hulk, entre otros. En los años setenta, actuó en películas como El golpe y en 1976 actuó como Edgar Whiney en El expreso de Chicago.
Retornó a papeles más importantes en las décadas de 1980 y 1990, llegando a aparecer en Star Trek: La nueva generación (1988) y en De ratones y hombres, de John Steinbeck, junto con Gary Sinise y John Malkovich (1992). Y en 1994 nuevamente con Sinise en la miniserie The Stand, basada en la novela homónima de Stephen King, Además como actor invitado en la serie de televisión Superboy.
Durante sus últimos años, el éxito de la serie Mi marciano favorito motivó la participación de Walston en la versión cinematográfica, rodada con otros actores en los papeles principales y estrenada en 1999 por los Estudios Disney. En esta película, también titulada Mi marciano favorito, Walston hace un papel secundario, pero decisivo para la trama, como un científico del Gobierno estadounidense dedicado al planeta Marte y la vida extraterrestre.
Sus últimos trabajos fueron un cameo en la prolongada serie 7th Heaven (1996-2007), que se emitió en el 2001, a casi un mes de su deceso, y en la película independiente Early Bird Special, que se estrenó más tarde en ese año.

### Distinciones y nominaciones
En 1955, ganó un Tony por su actuación junto con Gwen Vernon en el musical Malditos yanquis.
Walston fue nominado 3 veces por su actuación en Picket fences, serie de 1992 a 1996, y ganó el Emmy en 1995 y 1996 como mejor actor de reparto.

### Vida privada y fallecimiento
Walston se casó en 1943 con Ruth Calvert, tataranieta de Oran Milo Roberts, exgobernador del estado de Texas (entre 1879 y 1883).
Tuvieron una sola hija, Katharine Ann.
En 1994, se le diagnosticó lupus a los ochenta años. Falleció seis años después en su casa de Beverly Hills. Su esposa lo sobrevivió tres años.

## Filmografía
| - Kiss Them for Me (1957) - South Pacific (1958) - Damn Yankees! (1958) - Say One for Me (1959) - Tall Story (1960) - El apartamento (1960) - Portrait in Black (1960) - Convicts 4 (1962) - Wives and Lovers (1963) - Mi marciano favorito (1963-1966) - Who's Minding the Store? (1963) - Kiss Me, Stupid (1964) - Caprice (1967) - Paint Your Wagon (1969) - El golpe (1973) - El expreso de Chicago (1976) - The Happy Hooker Goes to Washington (1977) | - Stop Susan Williams (1979) - Math Country (finales de los 70) - Popeye (1980) - Galaxy of Terror (1981) - O'Hara's Wife (1982) - Fast Times at Ridgemont High (1982) - Private School (1983) - Johnny Dangerously (1984} - Santa Barbara (1984) - Amazing Stories (1985) - Silver Spoons (1982) - Rad (1986) - Paramedics (1987) - From the Hip (1987) - O.C. and Stiggs (1987) - Blood Relations (1988) - Saturday the 14th Strikes Back (1988) - I Know My First Name Is Steven (1989, telefilme) | - A Man of Passion (1989) - Fine Gold (1989) - Blood Salvage (1990) - Ski Patrol (1990) - Popcorn (1991) - Of Mice and Men (1992) - Space Case (1992) - Picket Fences (1992-1996) - Apocalipsis (The Stand) (1994) - House Arrest (1996) - Star Trek: The Next Generation (1992) - Proyecto: ALF (1996) - Star Trek: Voyager (1998-1999) - Addams Family Reunion (1998) - Mi marciano favorito (1999) - Early Bird Special (2001) |

- Datos: Q692800
- Multimedia: Ray Walston / Q692800